# Etiquetado obligatorio

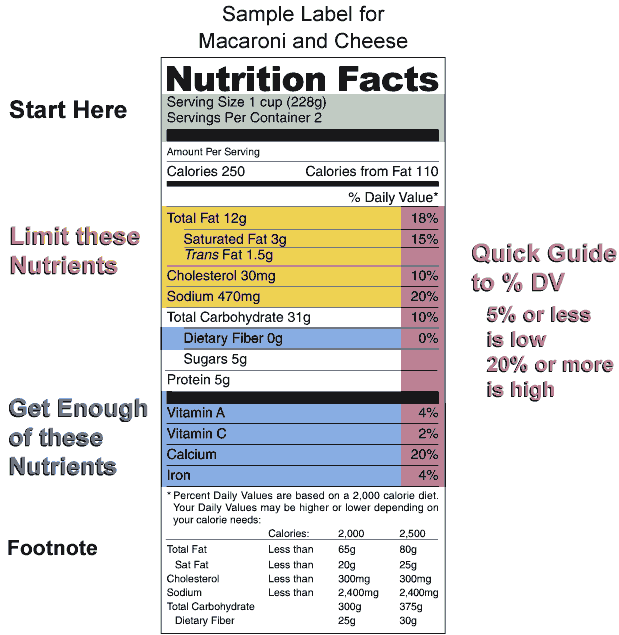
Ejemplo del etiquetado obligatorio en productos de comida de Estados Unidos.

El etiquetado obligatorio de los productos de consumo permite realizar una compra moral así como evitar determinados problemas de salud como alergias. Es obligatorio en la mayoría de las naciones desarrolladas, y cada vez más en países en desarrollo, especialmente para productos alimenticios, p.ej. carnes "Grado A". Con respecto a los alimentos y drogas, el etiquetado obligatorio ha sido un campo de batalla importante entre los defensores de los consumidores y las corporaciones desde finales del siglo XIX. Debido a los últimos escándalos que implican el etiquetado engañoso, países como Estados Unidos y Canadá requieren que la mayoría de los alimentos procesados incorporen una tabla de "Datos de Nutrición" en la etiqueta, debiendo seguir el formato y el contenido de la tabla unas normas taxativas. El equivalente de la Unión Europea es la levemente diferente tabla de "Información Nutricional" que se puede también suplir con iconos estandarizados que indican la presencia de alergénicos.
En China en toda la ropa se etiqueta la fábrica de origen, incluyendo números del teléfono y de fax. Curiosamente, esta información no está disponible para los compradores de fuera de China que ven solamente una etiqueta genérica de Made in China.
La modificación genética de alimentos ha conducido a una de las discusiones más persistentes y más divididas sobre el etiquetado obligatorio. Los partidarios de la misma dicen que el consumidor debe tener la opción a la hora de exponerse a cualquier riesgo de salud por consumir tales alimentos. Los detractores señalan a los estudios bien ||||||||| controlados que concluyen que los alimentos genéticamente modificados son seguros, y precisan que en muchos productos corrientes, la identidad del cultivador y la cadena de almacenaje no están identificados.

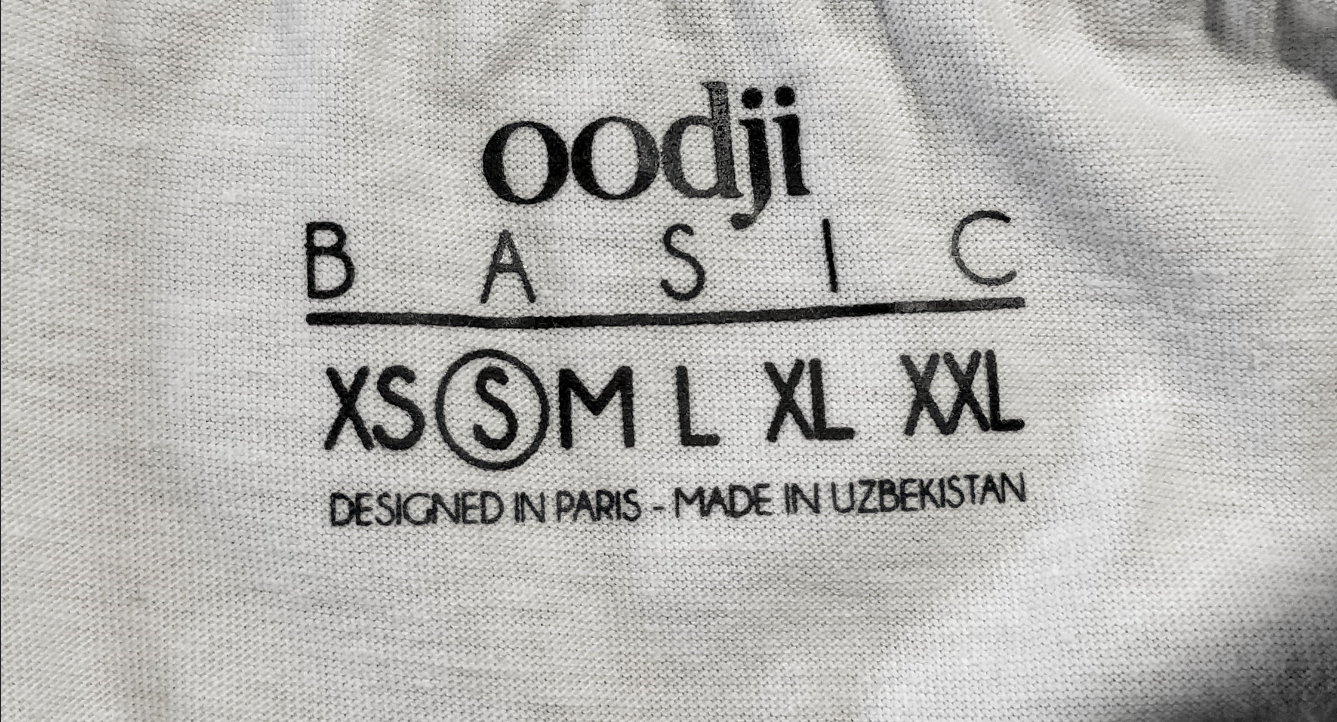
Etiquetada obligatorio de una pieza de ropa de la marca Oodji, mostrando que ha sido diseñado en París y fabricado en Uzbekistán.

El etiquetado voluntario y el co-marketing de los productos que se consideran deseables es otro asunto que se ha llevado a cabo por medios enteramente diferentes, por ejemplo, Slow Food. Ha habido creciente interés regulador en sostener estas peticiones y en algunas jurisdicciones, las etiquetas de los alimentos requieren la aprobación reguladora antes de su uso.
Un interesante camino intermedio son aquellas etiquetas que son consideradas obligatorias por la población e imposibilitan con eficacia la compra si no están allí, p.ej. kosher, vegan, y la etiqueta GMO-free ya mencionada que se ve ahora en muchos productos orgánicos.